# Amurziet
Amurziet (ros. Амурзет) – wieś w Rosji, w Żydowskim Obwodzie Autonomicznym, ośrodek administracyjny rejonu oktiabrskiego. W 2010 liczyła 5051 mieszkańców.